# Второе сражение при Чаталдже
Второе сражение при Чаталдже — бои между болгарскими и османскими войсками с 5 по 15 февраля 1913 года на чаталджинских позициях во время Первой Балканской войны. Закончилось без решающего успеха ни для одной из воюющих сторон.
Младотурки, пришедшие к власти в Константинополе в результате государственного переворота, разработали план наступательных операций, целью которых было восстановление османского контроля над Восточной Фракией и снятие блокады Адрианополя. Главный удар должна была наносить турецкая галлиполийская армия через Булаир, в то время как чаталджинская армия ударом по болгарским позициям должна была привлечь как можно больше сил противника для облегчения наступления галлиполийской армии.
В месяцы, предшествовавшие сражению, болгарские и османские войска страдали от холода, болезней и недоедания. В результате истощения их боеспособность значительно снизилась. Болгарское командование, наученное опытом ноябрьского поражения на турецких чаталджинских укреплениях заблаговременно создало на узким перешейке на реке Карасу две свои укрепленные позиции — фронтовую и тыловую. В случае наступления турок предусматривалось притворным отступлением войск генерала Климента Бояджиева с передовых позиций (10-я дивизия, 1-я и 2-я бригады 4-й дивизии и 2-я бригада 9-й дивизии — всего 56 000 солдат и 162 орудий) привлечь противника на главные силы 1-й и 3-й армий, объединённых под командованием генерала Васила Кутинчева. Во второй фазе операции, «если позволит обстановка», Кутинчев должен будет нанести удар своим правым флангом, отрезать турецкую чаталджинскую армию от её собственных укреплений, а затем пробиться к Константинополю.
5 февраля, через неделю после срыва лондонских переговоров, османская чаталджинская армия (100 000—120 000 солдат) перешла в наступление. Первым делом турки продвинулись против северного фланга болгарской обороны (4-я дивизия) и обманом заставили Бояджиева сосредоточить свои резервы на этом участке. Благодаря этой успешной диверсии 6 февраля они прорвали правый фланг 10-й дивизии у залива Бююкчекмедже, на южном фланге болгарской обороны, и образовали плацдарм на западной стороне залива. Несмотря на прибытие подкреплений, 9 февраля 10-я дивизия была вынуждена отступить из деревни Арнауткёй. Тем самым она обнажила фланг соседней 4-й дивизии и вынудила её 10 февраля также отступить на второй рубеж обороны.
13 февраля турки возобновили наступление, но их попытки в течение следующих нескольких дней развить успех были отбиты болгарами. Запланированный болгарский контрудар не состоялся, так как генерал Кутинчев посчитал, что главные силы турецкой чаталджинской армии не увлеклись преследованием и были надежно прикрыты тяжелой артиллерией своих укреплений. Усилившиеся холода и метели вызвали обморожения и болезни, которые вывели из строя сотни солдат и офицеров, поэтому обе стороны были вынуждены закрепиться на достигнутых рубежах
В результате частичного успеха у Чаталджи туркам удалось оттеснить болгар на 10—15 км дальше от Константинополя, но вся операция по деблокированию Адрианополя провалилась из-за победы болгар в сражениях при Булаире и Шаркёе.